# Puente Merefa-Jersón
El puente Merefa-Jersón (en ucraniano: Мерефо-Херсонський міст) es un puente sobre el río Dniéper en la ciudad de Dnipró, Ucrania. En el momento de su construcción fue el puente arqueado más grande de Europa y como un edificio de ingeniería único, el puente ferroviario que une Merefa y Jersón figura en el registro de monumentos arquitectónicos de Ucrania.

## Historia
Es la segunda construcción de las ciudades dentro de la megalópolis moderna. Incluso antes de la revolución rusa de 1917, se decidió construir un puente ferroviario dentro de Yekaterinoslav para el ferrocarril Merefa-Jersón (de ahí el nombre). Este proyecto fue desarrollado y comenzó su construcción en 1912-1914, consiguiendo instalar 22 soporte del puente metálico en un diseño del académico G. P. Perederi. En el obstáculo de la construcción del puente fue la Primera Guerra Mundial, después de lo que comenzó una larga cola de transformaciones revolucionarias y el proyecto fue pospuesto. A pesar de que en 1916 se instalaron todos los pilares del puente, la fabricación e instalación de estructuras en voladura tuvo tiempo de ocurrir. 
La segunda decisión sobre la construcción del puente, utilizando los logros de los predecesores, tomó sólo en 1929. Entonces fue necesario conectar la orilla izquierda recientemente abierta al movimiento de la sección ferroviaria Pilmanskaya-Apóstolove. Se llevó a cabo una competencia sindical para la construcción del puente. La segunda vez antes de la construcción antes de que el puente conservado comenzó en 1930 según un proyecto fue escrito por M. M. Kolokolov, que propuso por primera vez en la historia de la construcción de hormigón armado. El ingeniero principal de construcción fue M. A. Kisnia, un conocido ingeniero, que fue galardonado con la Orden de la Estrella Roja por sus logros en la construcción de la guía técnica de puentes ferroviarios. Durante la construcción se utilizó el apoyo, antes de la Guerra Mundial y la Revolución. Como todos los objetos principales de la época, construir ciudades super-rápido ritmo de "choque". Antes de que los trabajadores se encargaran de pasar las ciudades antes de lo previsto. Por lo tanto, 35 arcos de hormigón armado y ambos tramos metálicos de 52 metros cada uno erigido en sólo siete meses. Los trabajos en la construcción y prueba del puente duraron sólo un año y cuatro meses. El puente sobre el Dniéper fue inaugurado el 21 de diciembre de 1932 año. Su longitud total fue de 1627 metros (la anchura del Dniéper en este punto,1250 metros) y al mismo tiempo, se completó un túnel especial en el haz del túnel (de ahí su nombre) y una nueva vía férrea. 
Durante la Segunda Guerra Mundial, el puente de la línea Merefa-Jersón sufrió daños significativos debido a la retirada del Ejército Rojo. Las fuerzas de ocupación alemanas lo volvieron a poner en servicio y le cambiaron el nombre en honor al mariscal de campo Ewald von Kleist, quien se presentó en persona para la inauguración formal de "su" puente. Sin embargo, cuando llegó el turno del ejército alemán de retirarse, destruyeron nuevamente el puente. 
El proyecto de restauración del puente fue desarrollado por el equipo del Instituto "Dneprotrans" bajo la dirección de H. G. Teteruka. Para la mejora de la tecnología de construcción del puente Merefa-Jersón M. M. Molokanov recibió el Premio Stalin. La etapa final en la formación del puente Merefa-Jersón fue reconstruido en los años de la posguerra, durante los cuales se puso en conformidad con el proyecto inicial Kolokolov. El puente se deshizo de los vanos de metal.
Ahora este puente de arco en la ciudad consta de pisos de la margen izquierda, arcos de hormigón armado sobre el flujo principal del Dniéper, pequeños tramos arqueados de la isla Monastirski y la margen derecha y tres tramos de conexión en el parque Shevchenko. 